# Giro d’Italia 1966
Der 49. Giro d’Italia wurde in 22 Abschnitten und 3977 Kilometern vom 18. Mai bis zum 9. Juni 1966 ausgetragen und vom Italiener Gianni Motta gewonnen. Von den 100 gestarteten Fahrern erreichten 83 das Ziel in Triest. In dieser Ausgabe wurde zum ersten Mal die Punktewertung ausgefahren und mit ihr das Maglia ciclamino verliehen. Die Königsetappe war der 20. Tagesabschnitt. Die Etappe führte über fünf Pässe (Pordoi, Falzarego, Tre-Croci, Forcella Gibiana und Duran).

## Verlauf
| Etappe | von               | nach               | km       | Gewinner          | Maglia rosa     |
| ------ | ----------------- | ------------------ | -------- | ----------------- | --------------- |
| 1      | Monte Carlo (MON) | Diano Marina       | 149      | Vito Taccone      | Vito Taccone    |
| 2      | Imperia           | Monesi di Triora   | 60       | Julio Jiménez     | Julio Jiménez   |
| 3      | Diano Marina      | Genua              | 120      | Severino Andreoli | Julio Jiménez   |
| 4      | Genua             | Viareggio          | 241      | Giovanni Knapp    | Julio Jiménez   |
| 5      | Viareggio         | Chianciano Terme   | 222      | Mino Bariviera    | Julio Jiménez   |
| 6      | Chianciano Terme  | Rom                | 226      | Raffaele Marcoli  | Julio Jiménez   |
| 7      | Rom               | Rocca di Cambio    | 158      | Rudi Altig        | Julio Jiménez   |
| 8      | Rocca di Cambio   | Neapel             | 238      | Marino Basso      | Julio Jiménez   |
| 9      | Neapel            | Campobasso         | 210      | Vincent Denson    | Julio Jiménez   |
| 10     | Campobasso        | Giulianova         | 221      | Dino Zandegù      | Julio Jiménez   |
| 11     | Giulianova        | Cesenatico         | 229      | Rudi Altig        | Julio Jiménez   |
| 12     | Cesenatico        | Reggio nell’Emilia | 206      | Dino Zandegù      | Julio Jiménez   |
| 13     | Parma             | Parma              | 46 (EZF) | Vittorio Adorni   | Vittorio Adorni |
| 14     | Parma             | Arona              | 267      | Franco Bitossi    | Vittorio Adorni |
| 15     | Arona             | Brescia            | 196      | Julio Jiménez     | Gianni Motta    |
| 16     | Brescia           | Bezzecca           | 143      | Franco Bitossi    | Gianni Motta    |
| 17     | Riva del Garda    | Levico Terme       | 239      | Gianni Motta      | Gianni Motta    |
| 18     | Levico Terme      | Bozen              | 137      | Michele Dancelli  | Gianni Motta    |
| 19     | Bozen             | Moena              | 100      | Gianni Motta      | Gianni Motta    |
| 20     | Moena             | Belluno            | 215      | Felice Gimondi    | Gianni Motta    |
| 21     | Belluno           | Vittorio Veneto    | 181      | Pietro Scandelli  | Gianni Motta    |
| 22     | Vittorio Veneto   | Triest             | 172      | Mino Bariviera    | Gianni Motta    |

## Endstände
| Sieger        | Gianni Motta     | 111:10:48 h |
| Zweiter       | Italo Zilioli    | + 3:57 min  |
| Dritter       | Jacques Anquetil | + 4:40 min  |
| Vierter       | Julio Jiménez    | + 5:44 min  |
| Fünfter       | Felice Gimondi   | + 6:47 min  |
| Sechster      | Franco Balmamion | + 7:27 min  |
| Siebter       | Vittorio Adorni  | + 8:00 min  |
| Achter        | Franco Bitossi   | + 9:24 min  |
| Neunter       | Vito Taccone     | + 11:42 min |
| Zehnter       | Rolf Maurer      | + 20:28 min |
| Punktewertung | Gianni Motta     | 228 P.      |
| Zweiter       | Rudi Altig       | 162 P.      |
| Zweiter       | Vito Taccone     | 152 P.      |
| Bergwertung   | Franco Bitossi   | 490 P.      |
| Zweiter       | Julio Jiménez    | 320 P.      |
| Dritter       | Gianni Motta     | 160 P.      |
| Teamwertung   | Molteni          |             |